# 全部事務組合
全部事務組合（ぜんぶじむくみあい）は、かつて地方自治法上の制度として認められていた地方公共団体の組合の一種である特別地方公共団体。町村のみが組織できた。

## 概説
かつては地方自治法第284条の規定に基づく地方公共団体の組合の一種で、町村の議会及び執行機関の事務の全部を共同処理することができた。全部事務組合の成立とともに、組合内の町村の議会及び執行機関は消滅し、組合管理者と組合議会議員は住民が直接選挙するものとされた。
実質的には、通常の市町村合併と同様の役割を果たすものと言える（ただし、合併と異なり、組合議会の決議により組合を解散し、元の町・村に戻すことができる）。地方自治法の条文上は「町村は、特別の必要がある場合」に全部事務組合を設立することができるとされていたが、「特別の必要」とは町村が合併をしたくとも困難である場合を指すと解釈されていた。全部事務組合の制度は、地方自治法の成立以前の町村制にも同様の規定があり、旧来の町村への愛着が強く合併が困難な地域における代替手段と想定されていたほか、合併に対する住民の理解を得るまでの準備段階として全部事務組合を設立する町村もあった。

## 制度の廃止
全部事務組合は、1957年（昭和32年）以降、存在していなかった。2011年（平成23年）8月1日、地方自治法の一部を改正する法律（平成23年5月2日法律第35号）の施行により、全部事務組合に関する規定は地方自治法から削除され、全部事務組合の制度は廃止された。